# Registerton
Registerton är en nautisk volymenhet som förr användes vid skeppsmätning för att ange dräktigheten. Skeppsmätning i registerton började avvecklas 1982 och ersattes då med enhetslösa tal för netto- och bruttodräktighet.
Ett registerton utgörs av 100 engelska kubikfot, vilket motsvarar 2,83 kubikmeter. Vid skeppsmätning angavs fartygets inre rymd, volymen, i registerton.
Registerton kan användas för att ange fartygets bruttodräktighet eller nettodräktighet. När fartyg mäts i registerton anger bruttodräktigheten den sammanlagda volymen av fartygets inneslutna rum och nettodräktigheten den sammanlagda volymen av fartygets lastutrymmen.